# Club Sporting Cristal (voleibol feminino)
A equipe de voleibol feminino  do Sport Real, que é um clube de voleibol peruano da cidade de Lima. Atualmente disputa a Liga Nacional Superior de Voleibol foi vice-campeão nacional na temporada 2013-14

## Histórico
A partir de 2019 o Club Sporting Cristal em vista do investimento do futebol feminino, optou em vender o departamento de voleibol para o 'Innova Sports" em meados de 2018, portanto renomeou o nome para Spor Real para as competições de 2019-20.

## Títulos conquistados
0 Campeonato Sul-Americano de Clubes:
 0 Campeonato Peruano
- Vice-campeão:2013-14[10]
- Terceiro posto :2012-13[8]

 1 Liga Peruana Juvenil
- Campeão:2018[12]
- Vice-campeão:2012[6], 2013[9]
- Terceiro posto:2014[11]

 1 Copa San Agustín Juvenil
- Campeão:2012[7]

 1 Liga Peruana Infantojuvenil
- Campeão:2013, 2017

 2 Copa San Agustín Infantojuvenil
- Campeão:2012[7]

 3 Liga Distrital de Pueblo Libre Infantil
- Campeão:2010, 2011, 2012

 0 Campeonato Internacional de Arequipa Infantil
- Terceiro posto:2014